# De 25 bedste danske film
De 25 bedste danske film er en bog af filmanmelderen Bo Green Jensen, hvori han subjektivt udvælger og beskriver 25 danske film. Bogen er en del af Rosinantes 25-serie og den tredje bog i serien skrevet af Green Jensen.
Bodil Kjer er velrepræsenteret på listen via sin medvirken i Otte akkorder, John og Irene, Mød mig på Cassiopeia, Strømer og Babettes gæstebud.

## Indhold
I værket dækkes 25 film og deres instruktør, samt hele den oprindelige række af Far til fire-film.
| Film                    | Instruktør                          | År   |
| ----------------------- | ----------------------------------- | ---- |
| Vredens dag             | Carl Th. Dreyer                     | 1943 |
| Otte akkorder           | Johan Jacobsen                      | 1944 |
| Ditte Menneskebarn      | Astrid og Bjarne Henning-Jensen     | 1946 |
| John og Irene           | Asbjørn Andersen                    | 1949 |
| Café Paradis            | Bodil Ipsen og Lau Lauritzen junior | 1950 |
| Mød mig på Cassiopeia   | Torben Anton Svendsen               | 1951 |
| Poeten og Lillemor      | Erik Balling                        | 1959 |
| Sult                    | Henning Carlsen                     | 1966 |
| Der var engang en krig  | Palle Kjærulff-Schmidt              | 1966 |
| Midt i en jazztid       | Knud Leif Thomsen                   | 1969 |
| Strømer                 | Anders Refn                         | 1976 |
| Honning måne            | Bille August                        | 1978 |
| Johnny Larsen           | Morten Arnfred                      | 1979 |
| Kundskabens træ         | Nils Malmros                        | 1981 |
| Koks i kulissen         | Christian Braad Thomsen             | 1983 |
| Babettes gæstebud       | Gabriel Axel                        | 1987 |
| De frigjorte            | Erik Clausen                        | 1993 |
| Breaking the Waves      | Lars von Trier                      | 1996 |
| Festen                  | Thomas Vinterberg                   | 1998 |
| Bleeder                 | Nicolas Winding Refn                | 1999 |
| Den eneste ene          | Susanne Bier                        | 1999 |
| Mifunes sidste sang     | Søren Kragh-Jacobsen                | 1999 |
| Bænken                  | Per Fly                             | 2000 |
| Italiensk for begyndere | Lone Scherfig                       | 2000 |
| En kærlighedshistorie   | Ole Christian Madsen                | 2001 |